# Antonio Giagu Demartini
Antonio Giagu Demartini, noto Nino (Thiesi, 17 marzo 1925 – Sassari, 4 novembre 2006), è stato un politico italiano.

## Biografia
Storico esponente della Democrazia Cristiana sarda, ha partecipato alla "rivoluzione" dei cosiddetti giovani turchi che nel 1956 elessero Francesco Cossiga alla carica di segretario provinciale della DC sassarese.
È stato consigliere regionale per sei legislature (1961 - 1987), più volte assessore regionale e presidente della giunta regionale (1971 - 1972; 1972 - 1973), ha ricoperto la carica di senatore della repubblica dal 1987 al 1994.
Sottosegretario di Stato al Tesoro con Giuliano Amato (1992) e alla Difesa con Carlo Azeglio Ciampi (1993).
Uomo molto carismatico e di spessore intellettuale molto vasto, rappresentò per anni la Sardegna, con un largo seguito di elettori. Anche il figlio Giovanni è stato più volte consigliere regionale.
È morto a Sassari il 4 novembre 2006 dopo lunga malattia. Persona molto riservata, schiva. Politico di alto spessore, rispettato e "temuto" da tutti, lontano dalla mondanità, ma grande e infaticabile combattente. Aveva costruito intorno a sé una vasta rete di collegamenti fatti di rapporti umani veri, sinceri e inviolabili. Da senatore, in due legislature, fu per due volte sottosegretario, con deleghe importantissime al Tesoro e alla Difesa. Era laureato in Giurisprudenza.
Non ha mai amato apparire, partecipare a trasmissioni televisive, concedere interviste. Memorabile e allo stesso tempo curioso l'episodio ripreso dalle telecamere della Rai con Giagu che cacciò a borsellate il giornalista Piero Chiambretti, (1993) che tentava inutilmente di strappargli una dichiarazione (su affermazioni che all'epoca fecero scalpore del Presidente della Repubblica Francesco Cossiga sull'Italia del dopo-guerra) nei paraggi di Palazzo Madama, a Roma. Giagu restava sempre dietro le quinte, a lavorare duramente per il partito. Nella Dc sassarese era un uomo di punta, nessuno mai ha raggiunto i suoi livelli, neppure Cossiga che di Giagu era stato a lungo un amico ed alleato. La sua corrente politica di riferimento, detta anche "Sinistra di base", ha visto tra le proprie file importanti esponenti politici, liberi professionisti, consiglieri regionali e assessori, sindaci di importanti centri della provincia di Sassari. Nel ventennio settanta/novanta ha conosciuto la massima espressione di forza culminata per Nino Giagu con il ruolo di Presidente della Giunta regionale e successivamente di sottosegretario. Ha sostanzialmente vinto gran parte dei congressi della Democrazia Cristiana con l'elezione dei delegati che a lui facevano riferimento. Questo avveniva grazie al suo grande e infaticabile impegno politico, fatto soprattutto di ascolto e ove possibile soluzione dei problemi della gente e del territorio.